# 木村庄之助 (28代)
28代 木村 庄之助（にじゅうはちだい きむら しょうのすけ、1928年12月15日 - 2010年4月1日）は大相撲の立行司の一人である。木村庄之助としての在位期間は1991年1月～1993年11月。出羽海部屋所属。平成の名行司と謳われている。

## 人物
山形県鶴岡市出身。本名は後藤悟（ごとう さとる）（旧姓・赤松-あかまつ）。
史上屈指の名行司であった松翁20代木村庄之助に入門。1938年5月に9歳で木村松尾の名で初土俵を踏み、当時は「豆行司」と呼ばれて人気を博したという。のちに松翁の養子となる。松翁の死後に22代庄之助の預かり弟子となった。
1947年式守松男時代より場内アナウンスを担当。
1949年5月に師匠の22代庄之助の前名である林之助（式守林之助）を名乗る。
1951年9月に2代木村林之助を襲名。
1954年3月に十両格、1961年11月に幕内格にそれぞれ昇格。1962年1月に養父が名乗っていた式守錦太夫（8代）を襲名する。
1972年に開始された行司抜擢制度の恩恵を受け、1974年1月に先輩行司を3名（木村筆之助・10代式守与太夫・7代式守勘太夫）飛び越して三役格に昇格。場内アナウンスは三役格まで担当し、三役格に昇格した1974年1月場所関脇北の湖初優勝の表彰式を担当した。
1984年5月、序列上位の2代式守伊三郎をも追い抜いて立行司に昇格し、25代式守伊之助を襲名した。昭和生まれとしては初の立行司となり、伊之助を40場所務める。
1991年1月に28代木村庄之助襲名。庄之助としては18場所務め、1993年11月場所後停年。最後の取組は同場所優勝決定戦での横綱曙－関脇武蔵丸（現武蔵川）。
停年後は当時の出羽海理事長からの依頼で嘱託としてしばらくは日本相撲協会に残り、事務処理や後進の指導をしていた。伊之助在位40場所は、停年制実施後伊之助在位数としては24代伊之助の39場所を1場所上回る第1位であり、立行司在位数58場所は、27代庄之助の102場所、26代庄之助の62場所に次いで第3位である。
彼の庄之助時代の唯一の新横綱で裁いた取組も多かった曙を特に可愛がるとともに曙も彼を師と仰ぎ、まだ日本の様々な文化や慣習などに不慣れであった曙に相撲全般に留まらず日本人としての心構えまで丁寧に指導した。
土俵上の所作の美しさはもちろん、相撲史にも非常に明るく「平成の名行司」とも呼ばれる。
2010年4月1日、千葉県千葉市稲毛区の自邸にて死去。81歳没。

## その他
- 控えでは様々な表情を出すことがあった。1989年3月場所14日目横綱千代の富士－横綱大乃国（現芝田山）戦で千代の富士が大乃国を上手投げで下して左肩を脱臼した際は即座に立ち上がり千代の富士を心配したり、1989年11月場所5日目に千代の富士が関脇寺尾を豪快な吊り落としで土俵に叩き付けた際は隣の観客と笑いながら話していた。また、力の入る一番を控えで見ている時は身を乗り出して見ている事がよく見受けられた。
- 伊之助時代に北の湖、庄之助時代に千代の富士の断髪式で介添えを務め、大横綱2人の門出に立ち合った。
- 伊之助時代に結果的に横綱双羽黒の現役最後の一番となってしまった昭和62年11月場所千秋楽の千代の富士－双羽黒戦を裁いた行司でもあった。
- 1993年3月場所12日目の小結若花田－横綱曙戦。取り直しの大相撲で若花田が勝ったが、取り直し前の一番では若花田の突き落としに曙が向正面土俵下へ転落。控えの27代式守伊之助は飛んできた曙を間一髪避け土俵上で裁いていた庄之助と目が合い、お互いに苦笑いするシーンが一瞬見られた。
- その27代伊之助が1993年7月場所限りで停年となり、翌9月場所からは式守伊之助が空位となった際は、当時の三役格行司の3代木村善之輔、9代式守錦太夫、8代式守勘太夫に横綱土俵入りの先導役を任せ、自身は花道の奥で彼らの所作を見守っていた。
- 庄之助昇進後、結びの顔触れ言上は「番数も取り……進みましたる所」というやや変則的な言い方であったが、しばらくしてからは標準的になった。
- 日本相撲協会を退職後は、相撲史に明るい事から相撲雑誌の座談会や対談などに数多く参加したほか、貴乃花の引退相撲ではテレビ中継のゲストとして招かれた。
- 行司抜擢制度の恩恵を受けたのは、2名の先輩行司（3代木村正直・2代式守伊三郎）を抜いて立行司に昇格した27代木村庄之助がいるが、彼もまたこの制度の恩恵を受け、先輩行司をごぼう抜きした一人。立行司昇格までに、実に4名の先輩行司（2代式守伊三郎・木村筆之助・10代式守与太夫・7代式守勘太夫）を抜いており、行司抜擢制度にて追い抜いた人数が一番多いのは彼である。
- 死後に庄内日報社から出版された相撲著書『二十八代木村庄之助の行司人生』には、現役行司時代に無気力相撲の横行を憂えていた様子が描かれている。同著79頁には二子山理事長が1991年秋頃に年寄衆と関取衆全員による緊急会議を開き、そこで無気力相撲に対する警告を行った様子が殊細やかに記述されている。具体的に「二子山理事長が、出席した板井をにらみつけて、『板井! よく聞け』と口火を切り、『八百長問題が国会で取り上げられ協会が財団法人の資格を失うことになった時には、国技館も国に取り上げられる』という危機感を、激しい口調で相撲協会の資格者一同に訴えた」と書かれており、二子山がこの問題について板井を名指し批判していた様子が告発された格好となっている。
- 御嶽海の母校である木曽町立木曽町中学校（旧：福島中学校）には、「自分の持ち味をいかせよ」という28代庄之助の揮毫が彫られた相撲部の全国大会団体優勝記念碑が設置され、同校の玄関には、彼が（合併前の）木曽福島町を訪れた際に揮毫した書も展示されている[2]。
- 土俵上の所作が非常に丁寧であったことはよく知られており、史上屈指の名行司と評されることも多い。そのため、師匠である20代庄之助と同じ『松翁』の称号を贈る話も出たが、結局は贈られていない。理由は不明であるが、今でも「28代庄之助が『松翁』を贈られていないのはおかしい」と論じる好角家や相撲ファンは多い。

## 履歴
- 1938年5月　初土俵・木村松尾
- 1940年5月　式守松尾に改名
- 1942年1月　式守松男に改名
- 1949年5月　式守林之助に改名
- 1951年9月　2代木村林之助襲名
- 1954年3月　十両格に昇格
- 1961年11月　幕内格に昇格
- 1962年1月　8代式守錦太夫襲名
- 1974年1月　三役格に昇格
- 1984年5月　立行司に昇格。25代式守伊之助襲名
- 1991年1月　28代木村庄之助襲名
- 1993年12月14日　停年

## 著書
- 式守伊之助『常陸山谷右衛門 近代相撲を確立した郷土の"角聖"』筑波書林〈ふるさと文庫〉（原著1988年9月1日）。 NCID BN02679456。
- 式守伊之助、尾形昌夫『二十八代木村庄之助の行司人生』荘内日報社（原著2011年8月1日）。ISBN 9784990422639。